# Ryszard Kapuściński-priset för litterära reportage
Ryszard Kapuściński-priset för litterära reportage (engelska: Ryszard Kapuściński Award for Literary Reportage, polska: Nagroda im. Ryszarda Kapuścińskiego za Reportaż Literacki) är ett internationellt litteraturpris, som utdelas av staden Warszawa för en betydelsefull reportagebok.
Priset inrättades i januari 2010 av Warszawas kommunfullmäktige för att postumt hedra Ryszard Kapuściński och är avsett för böcker som rör väsentliga ämnen, väcker reflektion och ökar vår kunskap om världen och om andra kulturer. Priset utdelas i två kategorier: för bästa reportagebok utgiven i Polen under föregående år och för bästa översättning till polska av en reportagebok utgiven under föregående år.  

## Pristagare

### Bästa reportagebok utgiven i Polen
- 2010 – Jean Hatzfeld, La Stratégie des antilopes (utgiven på svenska under titeln Antilopernas list), 2007[2]
- 2011 –  Svetlana Aleksijevitj, U vojny nje zjenskoje litso (utgiven på svenska under titeln Kriget har inget kvinnligt ansikte) [3]
- 2012 – Liao Yiwu, The Corpse Walker: Real Life Stories, China from the Bottom Up (utgiven på svenska under titeln Liktransportören och andra berättelser från Kina)[4]
- 2013 – Ed Vulliamy, Amexica: War Along the Borderline , 2010[5]
- 2014 – Elisabeth Åsbrink, Och i Wienerwald står träden kvar, 2011[6]
- 2015 – Svetlana Aleksijevitj, Vremja second hand (Utgiven på svenska under titeln Tiden second hand. Slutet för den röda människan) samt Michał Olszewski, Najlepsze buty na świecie (Världens bästa skor)
- 2016 – Paweł Piotr Reszka, Diabeł i tabliczka czekolady (Djävulen och chokladkakan)
- 2017 – Rana Dasgupta, Capital: A Portrait of Twenty-First Century Delhi
- 2018 – Anna Bikont, Sendlerowa: W ukryciu (Irena Sendler: Att leva gömd)
- 2019 – Maciej Zaremba, Dom z dwiema wieżami  (Utgiven på svenska under titeln Huset med de två tornen)

### Bästa polska översättning  av en reportagebok
- 2010 – Jacek Giszczak för översättningen av La Stratégie des antilopes
- 2011 – Jerzy Czech för översättningen av Kriget har inget kvinnligt ansikte
- 2012 – Wen Huang och Agnieszka Pokojska för översättningen av Liktransportören och andra berättelser från Kina
- 2013 – Janusz Ochab för översättningen av Amexica
- 2014 – Irena Kowadło-Przedmojska för översättningen av Och i Wienerwald står träden kvar
- 2015 –  Mariusz Kalinowski för översättningen av Göran Rosenbergs Ett kort uppehåll på vägen från Auschwitz[7]
- 2016 – Priset utdelades inte.
- 2017 – Barbara Kopeć-Umastowska för översättningen av Capital: A Portrait of Twenty-First Century Delhi; Janusz Ochab för översättningen av Ed Vulliamys War is Dead, Long Live the War: Bosnia: the Reckoning; Marta Szafrańska-Brandt för översättningen av Martín Caparrós El hambre (utgiven på svenska under titeln Hunger)
- 2018 – Sergiusz Kowalski för översättningen av Ben Rawlences City of Thorns: Nine Lives in the World's Largest Refugee Camp
- 2019 – Mariusz Kalinowski för översättningen av Maciej Zarembas Huset med de två tornen